# THE IDOLM@STER CINDERELLA MASTER jewelries!
「THE IDOLM@STER CINDERELLA MASTER jewelries!」（アイドルマスター シンデレラ マスター ジュエリーズ）は、2013年9月25日から日本コロムビアよりリリースされている、ソーシャルゲーム『アイドルマスター シンデレラガールズ』のアルバムシリーズ。

## 概要
シンデレラガールズのアイドルが5人ずつ参加したユニットアルバム。ナンバリングがタイプ別で分かれている。
各CD用の個別新曲1曲とそのカラオケ・各タイプ共通の新曲1曲・リクエストにより決定した個人カバー曲が各1曲の計8曲と、ドラマパートが収録されている。
CD用新曲は太字、カバー曲は斜体で表記する。「ユニット名」はゲーム『スターライトステージ』イベントで設定されたもの。
また、001から003までの各タイプ共通の新曲は15人全員による歌唱のバージョンが「THE IDOLM@STER CINDERELLA MASTER EVERMORE」に収録されている。

## Cool

### Cool jewelries! 001
2013年9月25日発売（COCX-38251）。渋谷凛・高垣楓・神崎蘭子・多田李衣菜・新田美波が参加。ユニット名は「《蒼ノ楽団》『アズール・ムジカ』」。
収録曲
1. Nation Blue
歌：渋谷凛（福原綾香）・高垣楓（早見沙織）・神崎蘭子（内田真礼）・多田李衣菜（青木瑠璃子）・新田美波（洲崎綾）
作詞・作曲・編曲：遠山明孝
2. 亜麻色の髪の乙女
歌：新田美波（洲崎綾）
作詞：橋本淳、作曲：すぎやまこういち、カバーアレンジ：TRYTONELABO
オリジナルアーティスト：ヴィレッジ・シンガーズ（島谷ひとみ）
3. 悲しみをやさしさに
歌：多田李衣菜（青木瑠璃子）
作詞：鈴木哲彦、作曲：鈴木哲彦・十川知司、カバーアレンジ：TRYTONELABO
オリジナルアーティスト：little by little
4. 月のしずく
歌：神崎蘭子（内田真礼）
作詞：Satomi、作曲：松本良喜、カバーアレンジ：TRYTONELABO
オリジナルアーティスト：RUI
5. 蒼穹
歌：渋谷凛（福原綾香）
作詞：atsuko、作曲：atsuko・KATSU、カバーアレンジ：TRYTONELABO
オリジナルアーティスト：angela
6. 雪の華
歌：高垣楓（早見沙織）
作詞：Satomi、作曲：松本良喜、カバーアレンジ：TRYTONELABO
オリジナルアーティスト：中島美嘉
7. ススメ☆オトメ ～jewel parade～
歌：渋谷凛（福原綾香）・高垣楓（早見沙織）・神崎蘭子（内田真礼）・多田李衣菜（青木瑠璃子）・新田美波（洲崎綾）
作詞：森由里子、作曲・編曲：田中秀和（MONACA）
8. ボーナスドラマ・クールな収録後
9. Nation Blue オリジナル・カラオケ

### Cool jewelries! 002
2014年12月17日発売（COCX-38967）。川島瑞樹・白坂小梅・アナスタシア・神谷奈緒・北条加蓮が参加。ユニット名は「Caskets」。
収録曲
1. オルゴールの小箱
歌：川島瑞樹（東山奈央）・白坂小梅（桜咲千依）・アナスタシア（上坂すみれ）・神谷奈緒（松井恵理子）・北条加蓮（渕上舞）
作詞：森由里子、作曲・編曲：高橋浩平
2. 大都会交響楽
歌：川島瑞樹（東山奈央）
作詞・作曲：小西康陽、カバーアレンジ：滝澤俊輔（TRYTONELABO）
オリジナルアーティスト：ピチカート・ファイヴ
3. メトロポリタン美術館
歌：白坂小梅（桜咲千依）
作詞・作曲・オリジナルアーティスト：大貫妙子、カバーアレンジ：滝澤俊輔（TRYTONELABO）
4. 君の知らない物語
歌：神谷奈緒（松井恵理子）
作詞・作曲：ryo、カバーアレンジ：中御門"Bekenstein"憂
オリジナルアーティスト：supercell
5. 蛍火
歌：北条加蓮（渕上舞）
作詞・作曲：椎名豪、カバーアレンジ：中御門"Bekenstein"憂
オリジナルアーティスト：須藤まゆみ
6. 見上げてごらん夜の星を
歌：アナスタシア（上坂すみれ）
作詞：永六輔、作曲：いずみたく、カバーアレンジ：滝澤俊輔（TRYTONELABO）
オリジナルアーティスト：伊藤素道とリリオ・リズム・エアーズ
7. ゴキゲンParty Night
歌：川島瑞樹（東山奈央）・白坂小梅（桜咲千依）・アナスタシア（上坂すみれ）・神谷奈緒（松井恵理子）・北条加蓮（渕上舞）
作詞：森由里子、作曲：小野貴光、編曲：玉木千尋
8. ボーナスドラマ・クール編
9. オルゴールの小箱 オリジナル・カラオケ

### Cool jewelries! 003
2016年6月29日発売。鷺沢文香・速水奏・橘ありす・塩見周子・二宮飛鳥が参加。ユニット名は「CAERULA」。
チャート成績
6月28日付のオリコンデイリーランキングでは2.3万枚を売り上げ1位にランクイン。その後、7月2日付まで5日連続で首位を守った。また、2016年7月11日付オリコン週間アルバムランキングでは5.2万枚を売り上げ1位にランクイン。「Cute jewelries! 003」以来、約1ヶ月ぶりの1位を獲得となった。また、Billboard JapanのアルバムランキングであるHot Albums・Top Albums Salesの2部門でも1位を獲得した。
収録曲
1. 咲いてJewel
歌：鷺沢文香（M・A・O）・速水奏（飯田友子）・橘ありす（佐藤亜美菜）・塩見周子（ルゥティン）・二宮飛鳥（青木志貴）
作詞・作曲：俊龍、編曲：SizuK
2. きみにとどけ
歌：橘ありす（佐藤亜美菜）
作詞・作曲：タニザワトモフミ、カバーアレンジ：TAKT（TRYTONELABO）
オリジナルアーティスト：タニザワトモフミ
3. スカイクラッドの観測者
歌：二宮飛鳥（青木志貴）
作詞・作曲：志倉千代丸、カバーアレンジ：TAKT（TRYTONELABO）
オリジナルアーティスト：いとうかなこ
4. 奏
歌：速水奏（飯田友子）
作詞・作曲：大橋卓弥・常田真太郎、カバーアレンジ：滝澤俊輔（TRYTONELABO）
オリジナルアーティスト：スキマスイッチ
5. Reset
歌：塩見周子（ルゥティン）
作詞：TAK&BABY、作曲：JUN、カバーアレンジ：坪田修平（TRYTONELABO）
オリジナルアーティスト：平原綾香
6. 大きな古時計
歌：鷺沢文香（M・A・O）
作詞・作曲：Henry Clay Work、訳詞：保富康午、編曲：烏屋茶房
7. Near to You
歌：鷺沢文香（M・A・O）・速水奏（飯田友子）・橘ありす（佐藤亜美菜）・塩見周子（ルゥティン）・二宮飛鳥（青木志貴）
作詞・作曲・編曲：AJURIKA
8. ボーナスドラマ・クール編
9. 咲いてJewel オリジナル・カラオケ
10. Near to You オリジナル・カラオケ

### Cool jewelries! 004
2023年3月1日発売。松永涼・三船美優・森久保乃々・藤原肇・砂塚あきらが参加。
2021年11月27日のライブ『THE IDOLM@STER CINDERELLA GIRLS 10th ANNIVERSARY M@GICAL WONDERLAND TOUR!!! Celebration Land』にて、5年以上ぶりの制作決定が発表された。
収録曲
1. Starry Night
歌：松永涼（千菅春香）・三船美優（原田彩楓）・森久保乃々（高橋花林）・藤原肇（鈴木みのり）・砂塚あきら（富田美憂）
作詞：渡部紫緒、作曲・編曲：坂部剛
2. Mela!
歌：松永涼（千菅春香）
作詞：長屋晴子・小林壱誓、作曲：peppe・穴見真吾、カバーアレンジ：石垣遼真
オリジナルアーティスト：緑黄色社会
3. レイニー ブルー
歌：三船美優（原田彩楓）
作詞：大木誠、作曲：徳永英明、カバーアレンジ：TAKT（TRYTONELABO）
オリジナルアーティスト：徳永英明
4. 空想フォレスト
歌：森久保乃々（高橋花林）
作詞・作曲：じん、カバーアレンジ：大岩航（TRYTONELABO）
オリジナルアーティスト：じん
5. 明日への手紙
歌：藤原肇（鈴木みのり）
作詞・作曲：池田綾子、カバーアレンジ：錦織孝宏
オリジナルアーティスト：手嶌葵
6. EXCITE
歌：砂塚あきら（富田美憂）
作詞：Kanata Okajima・Daichi Miura、作曲：Carpainter・Kanata Okajima、カバーアレンジ：滝川龍聖
オリジナルアーティスト：三浦大知
7. 認めてくれなくたっていいよ
歌：松永涼（千菅春香）・三船美優（原田彩楓）・森久保乃々（高橋花林）・藤原肇（鈴木みのり）・砂塚あきら（富田美憂）
作詞：八城雄太、作曲・編曲：井上馨太（MONACA）
8. ボーナススドラマ　～クールな番組収録中～
出演：松永涼（千菅春香）・三船美優（原田彩楓）・森久保乃々（高橋花林）・藤原肇（鈴木みのり）・砂塚あきら（富田美憂）
9. Starry Night オリジナル・カラオケ

## Passion

### Passion jewelries! 001
2013年10月2日発売（COCX-38252）。本田未央・諸星きらり・赤城みりあ・城ヶ崎美嘉・城ヶ崎莉嘉が参加。ユニット名は「トロピカル☆スターズ」。
収録曲
1. Orange Sapphire
歌：城ヶ崎莉嘉（山本希望）・諸星きらり（松嵜麗）・城ヶ崎美嘉（佳村はるか）・本田未央（原紗友里）・赤城みりあ（黒沢ともよ）
作詞：Funta3、作曲・編曲：Funta7
2. 学園天国
歌：諸星きらり（松嵜麗）
作詞：阿久悠、作曲：井上忠夫、カバーアレンジ：TRYTONELABO
オリジナルアーティスト：フィンガー5（小泉今日子バージョン）
3. LOVE & JOY
歌：城ヶ崎莉嘉（山本希望）
作詞：麻倉真琴、作曲：浅倉大介、カバーアレンジ：TRYTONELABO
オリジナルアーティスト：木村由姫
4. 日曜日はダメダメよ
歌：城ヶ崎美嘉（佳村はるか）
作詞：松井五郎、作曲：たかはしごう、カバーアレンジ：TRYTONELABO
オリジナルアーティスト：水野愛日
5. はじめてのチュウ
歌：赤城みりあ（黒沢ともよ）
作詞・作曲：実川俊晴、カバーアレンジ：奥田もとい
オリジナルアーティスト：あんしんパパ
6. ラブリー
歌：本田未央（原紗友里）
作詞・作曲：小沢健二、カバーアレンジ：TRYTONELABO
オリジナルアーティスト：小沢健二
7. ススメ☆オトメ ～jewel parade～
歌：城ヶ崎莉嘉（山本希望）・諸星きらり（松嵜麗）・城ヶ崎美嘉（佳村はるか）・本田未央（原紗友里）・赤城みりあ（黒沢ともよ）
作詞：森由里子、作曲・編曲：田中秀和（MONACA）
8. ボーナスドラマ・パッションな収録後
9. Orange Sapphire オリジナル・カラオケ

### Passion jewelries! 002
2014年12月24日発売（COCX-38968）。十時愛梨・日野茜・高森藍子・星輝子・堀裕子が参加。ユニット名は「ゼッケンズ」。
収録曲
1. 絶対特権主張しますっ! 
歌：十時愛梨（原田ひとみ）・日野茜（赤﨑千夏）・高森藍子（金子有希）・星輝子（松田颯水）・堀裕子（鈴木絵理）
作詞：坂井竜二、作曲・編曲：山崎真吾
2. ナンダカンダ
歌：日野茜（赤﨑千夏）
作詞：GAKU-MC、作曲：浅倉大介、カバーアレンジ：岡野裕次郎（TRYTONELABO）
オリジナルアーティスト：藤井隆
3. じょいふる
歌：堀裕子（鈴木絵理）
作詞・作曲：水野良樹、カバーアレンジ：岡野裕次郎（TRYTONELABO）
オリジナルアーティスト：いきものがかり
4. 愛は元気です。
歌：高森藍子（金子有希）
作詞：戸沢暢美、作曲：谷村有美、カバーアレンジ：TAKT（TRYTONELABO）
オリジナルアーティスト：谷村有美
5. 紅
歌：星輝子（松田颯水）
作詞・作曲：YOSHIKI、カバーアレンジ：TAKT（TRYTONELABO）
オリジナルアーティスト：X JAPAN
6. PURE SNOW
歌：十時愛梨（原田ひとみ）
作詞：佐々木ゆう子・山本英美、作曲：木根尚登、カバーアレンジ：滝澤俊輔（TRYTONELABO）
オリジナルアーティスト：佐々木ゆう子
7. ゴキゲンParty Night
歌：十時愛梨（原田ひとみ）・日野茜（赤﨑千夏）・高森藍子（金子有希）・星輝子（松田颯水）・堀裕子（鈴木絵理）
作詞：森由里子、作曲：小野貴光、編曲：玉木千尋
8. ボーナスドラマ・パッション編
9. 絶対特権主張しますっ! オリジナル・カラオケ

### Passion jewelries! 003
2016年6月15日発売。姫川友紀・市原仁奈・片桐早苗・大槻唯・相葉夕美が参加。ユニット名は「サンフラワー」。
収録曲
1. きみにいっぱい☆
歌：姫川友紀（杜野まこ）・市原仁奈（久野美咲）・片桐早苗（和氣あず未）・大槻唯（山下七海）・相葉夕美（木村珠莉）
作詞：Apis（TRYTONELABO）、作曲・編曲：滝澤俊輔（TRYTONELABO）
2. Perseus-ペルセウス-
歌：姫川友紀（杜野まこ）
作詞：BOUNCEBACK、作曲：迫茂樹、カバーアレンジ：TAKT（TRYTONELABO）
オリジナルアーティスト：島谷ひとみ
3. 気分爽快
歌：片桐早苗（和氣あず未）
作詞：森高千里、作曲：黒沢健一、カバーアレンジ：平清十郎（TRYTONELABO）
オリジナルアーティスト：森高千里
4. スターラブレイション
歌：大槻唯（山下七海）
作詞：ふるっぺ・森さん・Litz、作曲：ふるっぺ、カバーアレンジ：池田健仁（TRYTONELABO）
オリジナルアーティスト：ケラケラ
5. ここにしか咲かない花
歌：相葉夕美（木村珠莉）
作詞・作曲：小渕健太郎、カバーアレンジ：岡野裕次郎（TRYTONELABO）
オリジナルアーティスト：コブクロ
6. にんげんっていいな
歌：市原仁奈（久野美咲）
作詞：山口あかり、作曲：小林亜星、カバーアレンジ：岡野裕次郎（TRYTONELABO）
オリジナルアーティスト：ヤング・フレッシュ
7. Near to You
歌：姫川友紀（杜野まこ）・市原仁奈（久野美咲）・片桐早苗（和氣あず未）・大槻唯（山下七海）・相葉夕美（木村珠莉）
作詞・作曲・編曲：AJURIKA
8. ボーナスドラマ・パッション編
9. きみにいっぱい☆ オリジナル・カラオケ

### Passion jewelries! 004
2025年1月22日発売。依田芳乃・村上巴・佐藤心・夢見りあむ・久川凪が参加。
2021年11月27日のライブ『THE IDOLM@STER CINDERELLA GIRLS 10th ANNIVERSARY M@GICAL WONDERLAND TOUR!!! Celebration Land』にて、5年以上ぶりの制作決定が発表された。
収録曲
1. 熱情エナモラル
歌：依田芳乃（高田憂希）・村上巴（花井美春）・佐藤心（花守ゆみり）・夢見りあむ（星希成奏）・久川凪（立花日菜）
作詞：Orca（SUPA LOVE）、作曲・編曲：塩原大貴（SUPA LOVE）
2. インドア系ならトラックメイカー
歌：久川凪（立花日菜）
作詞：Yunomi・nicamoq、作曲：Yunomi、カバーアレンジ：石垣遼真（TRYTONELABO）
オリジナルアーティスト：Yunomi & nicamoq
3. INTERNET YAMERO
歌：夢見りあむ（星希成奏）
作詞：にゃるら、作曲：Aiobahn、カバーアレンジ：坪田修平（TRYTONELABO）
オリジナルアーティスト：KOTOKO
4. SWEET MEMORIES
歌：佐藤心（花守ゆみり）
作詞：松本隆、作曲：大村雅朗、カバーアレンジ：TAKT（TRYTONELABO）
オリジナルアーティスト：松田聖子
5. 夜桜お七
歌：村上巴（花井美春）
作詞：林あまり、作曲：三木たかし
オリジナルアーティスト：坂本冬美
6. 花
歌：依田芳乃（高田憂希）
作詞：御徒町凧、作曲：森山直太朗、カバーアレンジ：錦織孝宏（TRYTONELABO）
オリジナルアーティスト：中孝介
7. 認めてくれなくたっていいよ
歌：依田芳乃（高田憂希）・村上巴（花井美春）・佐藤心（花守ゆみり）・夢見りあむ（星希成奏）・久川凪（立花日菜）
作詞：八城雄太、作曲・編曲：井上馨太（MONACA）
8. ボーナススドラマ　～パッションなレコーディング前～
出演：依田芳乃（高田憂希）・村上巴（花井美春）・佐藤心（花守ゆみり）・夢見りあむ（星希成奏）・久川凪（立花日菜）
9. 熱情エナモラル オリジナル・カラオケ

## Cute

### Cute jewelries! 001
2013年10月9日発売（COCX-38253）。双葉杏・前川みく・島村卯月・小日向美穂・安部菜々が参加。ユニット名は「C5」。
収録曲
1. アタシポンコツアンドロイド
歌：双葉杏（五十嵐裕美）・前川みく（高森奈津美） ・島村卯月（大橋彩香）・小日向美穂（津田美波）・安部菜々（三宅麻理恵）
作詞・作曲・編曲：ササキトモコ
2. 気まぐれロマンティック
歌：島村卯月（大橋彩香）
作詞・作曲：水野良樹、カバーアレンジ：三浦誠司
オリジナルアーティスト：いきものがかり
3. しっぽのきもち
歌：前川みく（高森奈津美）
作詞・作曲：谷山浩子、カバーアレンジ：奥田もとい
オリジナルアーティスト：谷山浩子
4. 碧いうさぎ
歌：安部菜々（三宅麻理恵）
作詞：牧穂エミ、作曲：織田哲郎、カバーアレンジ：TRYTONELABO
オリジナルアーティスト：酒井法子
5. ルル
歌：双葉杏（五十嵐裕美）
作詞・作曲：ティカ・α、カバーアレンジ：TRYTONELABO
オリジナルアーティスト：やくしまるえつこ
6. 遠く遠く
歌：小日向美穂（津田美波）
作詞・作曲：槇原敬之、カバーアレンジ：TRYTONELABO
オリジナルアーティスト：槇原敬之
7. ススメ☆オトメ ～jewel parade～
歌：双葉杏（五十嵐裕美）・前川みく（高森奈津美） ・島村卯月（大橋彩香）・小日向美穂（津田美波）・安部菜々（三宅麻理恵）
作詞：森由里子、作曲・編曲：田中秀和（MONACA）
8. ボーナスドラマ・キュートな収録後
9. アタシポンコツアンドロイド オリジナル・カラオケ
10. ススメ☆オトメ ～jewel parade～ オリジナル・カラオケ

### Cute jewelries! 002
2014年12月31日発売（COCX-38969）。三村かな子・輿水幸子・佐久間まゆ・緒方智絵里・小早川紗枝が参加。ユニット名は「サクヤヒメ」。
収録曲
1. パステルピンクな恋
歌：三村かな子（大坪由佳）・輿水幸子（竹達彩奈）・佐久間まゆ（牧野由依）・緒方智絵里（大空直美）・小早川紗枝（立花理香）
作詞：marhy、作曲・編曲：BNSI（内田哲也）
2. KISSして
歌：輿水幸子（竹達彩奈）
作詞・作曲：福山雅治、カバーアレンジ：岡野裕次郎（TRYTONELABO）
オリジナルアーティスト：KOH+
3. 不思議なピーチパイ
歌：三村かな子（大坪由佳）
作詞：安井かずみ、作曲：加藤和彦、カバーアレンジ：岡野裕次郎（TRYTONELABO）
オリジナルアーティスト：竹内まりや
4. ハミングがきこえる
歌：緒方智絵里（大空直美）
作詞：さくらももこ、作曲：小山田圭吾、カバーアレンジ：岡野裕次郎（TRYTONELABO）
オリジナルアーティスト：カヒミ・カリィ
5. また君に恋してる
歌：小早川紗枝（立花理香）
作詞：松井五郎、作曲：森正明、カバーアレンジ：滝澤俊輔（TRYTONELABO）
オリジナルアーティスト：ビリー・バンバン（坂本冬美バージョン）
6. 誰より好きなのに
歌：佐久間まゆ（牧野由依）
作詞・作曲：古内東子、カバーアレンジ：滝澤俊輔（TRYTONELABO）、ピアノ演奏：牧野由依
オリジナルアーティスト：古内東子
7. ゴキゲンParty Night
歌：三村かな子（大坪由佳）・輿水幸子（竹達彩奈） ・佐久間まゆ（牧野由依）・緒方智絵里（大空直美）・小早川紗枝（立花理香）
作詞：森由里子、作曲：小野貴光、編曲：玉木千尋
8. ボーナスドラマ・キュート編
9. パステルピンクな恋 オリジナル・カラオケ
10. ゴキゲンParty Night オリジナル・カラオケ

### Cute jewelries! 003
2016年6月1日発売。宮本フレデリカ・一ノ瀬志希・櫻井桃華・中野有香・五十嵐響子が参加。ユニット名は「la Roseraie（ラ・ロズレ）」。
チャート成績
5月31日付のオリコンデイリーランキングでは1.1万枚を売り上げ1位にランクイン。アイドルマスターの作品としては「Dreaming!」以来9ヶ月ぶり、シンデレラガールズとしては初の首位獲得となった。
また、2016年6月13日付オリコン週間アルバムランキングでは3.3万枚を売り上げ1位にランクイン。アイドルマスターの作品としてはシングル・アルバムを通じて初の1位を獲得した。また、Billboard JapanのアルバムランキングであるHot Albums・Top Albums Salesの2部門でも1位を獲得した。キャラクター名義のアルバムによるビルボード2部門両方での首位獲得は史上初の快挙となった。

収録曲
1. 明日また会えるよね
歌：宮本フレデリカ（髙野麻美）・一ノ瀬志希（藍原ことみ）・櫻井桃華（照井春佳）・中野有香（下地紫野）・五十嵐響子（種﨑敦美）
作詞・作曲：Funta3、編曲：Funta7
2. ♡桃色片想い♡
歌：櫻井桃華（照井春佳）
作詞・作曲：つんく、カバーアレンジ：岡野裕次郎（TRYTONELABO）
オリジナルアーティスト：松浦亜弥
3. ガッツだぜ!!
歌：中野有香（下地紫野）
作詞・作曲：トータス松本、カバーアレンジ：岡野裕次郎（TRYTONELABO）
オリジナルアーティスト：ウルフルズ
4. ウルトラ リラックス
歌：宮本フレデリカ（髙野麻美）
作詞・作曲：石野卓球、カバーアレンジ：平清十郎（TRYTONELABO）
オリジナルアーティスト：篠原ともえ
5. 女の子は誰でも
歌：一ノ瀬志希（藍原ことみ）
作詞・作曲：椎名林檎、カバーアレンジ：岡野裕次郎（TRYTONELABO）
オリジナルアーティスト：東京事変
6. 守ってあげたい
歌：五十嵐響子（種﨑敦美）
作詞・作曲：松任谷由実、カバーアレンジ：平清十郎（TRYTONELABO）
オリジナルアーティスト：松任谷由実
7. Near to You
歌：宮本フレデリカ（髙野麻美）・一ノ瀬志希（藍原ことみ）・櫻井桃華（照井春佳）・中野有香（下地紫野）・五十嵐響子（種﨑敦美）
作詞・作曲・編曲：AJURIKA
8. ボーナスドラマ・キュート編
9. 明日また会えるよね オリジナル・カラオケ

### Cute jewelries! 004
2022年9月28日発売。乙倉悠貴・関裕美・白菊ほたる・早坂美玲・黒埼ちとせが参加。
2021年11月27日のライブ『THE IDOLM@STER CINDERELLA GIRLS 10th ANNIVERSARY M@GICAL WONDERLAND TOUR!!! Celebration Land』にて、5年以上ぶりの制作決定が発表された。
収録曲
1. チョコレート？レモネード？どっち??
歌：乙倉悠貴（中島由貴）、関裕美（会沢紗弥）、白菊ほたる（天野聡美）、早坂美玲（朝井彩加）、黒埼ちとせ（佐倉薫）
作詞：北川勝利・藤村鼓乃美、作曲：北川勝利、編曲：北川勝利・acane_madder
2. 青と夏
歌：乙倉悠貴（中島由貴）
作詞・作曲：大森元貴、カバーアレンジ：滝川龍聖
オリジナルアーティスト：Mrs. GREEN APPLE
3. my sweet heart
歌：関裕美（会沢紗弥）
作詞：T_T、作曲：UZA、カバーアレンジ：TAKT（TRYTONELABO）
オリジナルアーティスト：小松里歌
4. DISCOTHEQUE
歌：黒埼ちとせ（佐倉薫）
作詞：園田凌士、作曲：上松範康、カバーアレンジ：坪田修平（TRYTONELABO）
オリジナルアーティスト：水樹奈々
5. ambiguous
歌：早坂美玲（朝井彩加）
作詞：meg rock、作曲：toku、カバーアレンジ：石垣遼真
オリジナルアーティスト：GARNiDELiA
6. あなたは幸せになる
歌：白菊ほたる（天野聡美）
作詞・作曲：藤田麻衣子、カバーアレンジ：錦織孝宏
オリジナルアーティスト：藤田麻衣子
7. 認めてくれなくたっていいよ
歌：乙倉悠貴（中島由貴）、関裕美（会沢紗弥）、白菊ほたる（天野聡美）、早坂美玲（朝井彩加）、黒埼ちとせ（佐倉薫）
作詞：八城雄太、作曲・編曲：井上馨太（MONACA）
8. ボーナススドラマ 〜キュートな番組収録後〜
出演：乙倉悠貴（中島由貴）、関裕美（会沢紗弥）、白菊ほたる（天野聡美）、早坂美玲（朝井彩加）、黒埼ちとせ（佐倉薫）、MC&リポーター（大野智敬）
9. チョコレート？レモネード？どっち?? オリジナル・カラオケ

## ソロ・リミックス盤
ライブイベントの物販商品として限定販売された、シリーズに収録されたユニット曲のソロ・リミックスを収録したCD。
THE IDOLM@STER CINDERELLA GIRLS 2ndLIVE PARTY M@GIC!! ススメ☆オトメ ～jewel parade～
2014年11月30日開催の『THE IDOLM@STER CINDERELLA GIRLS 2ndLIVE PARTY M@GIC!!』 会場限定CD。
「ススメ☆オトメ ～jewel parade～」のソロ・リミックス15曲を収録。
THE IDOLM@STER M@STERS OF IDOL WORLD!!2015 Nation Sapphire アンドロイド
2015年7月18日・19日開催の『THE IDOLM@STER M@STERS OF IDOL WORLD!!2015』会場限定CD（SACX-1034）。
その後8月12日に全国のアニメイトでも事後物販として数量限定で販売された。
「Nation Blue」「Orange Sapphire」「アタシポンコツアンドロイド」のソロ・リミックスがそれぞれ5曲ずつ収録。
THE IDOLM@STER CINDERELLA GIRLS 4thLIVE TriCastle Story -Brand new Castle- 会場オリジナルCD 絶対ピンクな小箱
2016年9月・10月開催の『THE IDOLM@STER CINDERELLA GIRLS 4thLIVE TriCastle Story』会場限定CD。さいたまスーパーアリーナ公演にて販売。
「絶対特権主張しますっ！」「パステルピンクな恋」「オルゴールの小箱」のソロ・リミックスがそれぞれ5曲ずつ収録。
THE IDOLM@STER M@STERS OF IDOL WORLD!!!!! 2023 明日きみにJewel
2023年2月11日開催の『THE IDOLM@STER M@STERS OF IDOL WORLD!!!!! 2023』会場限定CD。
「明日また会えるよね」「きみにいっぱい☆」「咲いてJewel」のソロ・リミックスがそれぞれ5曲ずつ収録。